# Паласиос, Деограсиас
Деогра́сиас Пала́сиос  (исп. Deogracias Palacios, OAR, 22 мая 1901, Баньос-де-Вальдеарадос, Кастилия и Леон — 25 июля 1936, Мотриль, Андалусия) — блаженный Римско-католической церкви, священник, монах из католического монашеского ордена августинцев, мученик. Один из восьми мотрильских мучеников.

## Биография
В 1916 году, в возрасте 15 лет, вступил в монашеский орден августинцев. В 1925 году был рукоположён в священника и направлен на миссию в Бразилию и Аргентину. В 1933 году вернулся в Испанию, где исполнял свои пастырские обязанности в Гранаде. В 1936 году был переведён в монастырь, находящийся в городе Мотриль.
Начало Гражданской войны в Испании застал в приходе города Мотриль. 25 июля 1936 года был насильно изгнан из монастыря и расстрелян вместе с другими мотрильскими мучениками на улице республиканской милицией.

## Прославление
7 марта 1999 года был причислен к лику блаженных вместе с другими мотрильскими мучениками римским папой Иоанном Павлом II.
День памяти в Католической церкви — 5 мая.

## Источник
- L’Osservatore Romano". № 5-6 (213) 1999. Mario Agnes, ISSN 1122-7249.